# Aristida longicollis
Aristida longicollis är en gräsart som först beskrevs av Karel Domin, och fick sitt nu gällande namn av Johannes Jan Theodoor Henrard. Aristida longicollis ingår i släktet Aristida och familjen gräs.
Artens utbredningsområde är Queensland. Inga underarter finns listade i Catalogue of Life.